# Сова Дмитро Георгійович
Дмитро Георгійович Сова (нар. 24 лютого 1925, Якимівка — пом. 5 липня 1993, Харків) — український скульптор і педагог; член Харківської організації Спілки радянських художників України з 1960 року. Чоловік скульпторки Любові Жуковської.

## Біографія
Народився 24 лютого 1925 року в селі Якимівці (нині Запорізька область, Україна). Брав участь у німецько-радянській війні. Нагороджений орденом Вітчизняної війни ІІ ступеня (6 квітня 1985).
Упродовж 1952—1958 років навчався у Харківському художньому інституті, де його педагогами були зокрема Ірина Мельгунова, Микола Рябінін.
У 1958—1960 роках викладав у Харківському художньому інституті; у 1970-х роках — у Харківському художньо-промисловому інституті. Жив у Харкові, в будинку на вулиці Отокара Яроша, № 17а, квартира № 35. Помер у Харкові 5 липня 1993 року.

## Творчість
Працював у галузях станкової та монументальної скульптури. Багато робіт виконав у співавторстві з Любов'ю Жуковською. Серед робіт:
станкова скульптура
- «Будьонівець» (1958);
- «Полудень» (1960, дерево);
- «Мрії» (1960, гіпс);
- «Тривожна юність» (1962, оргскло);
- «Повернулися» (1964—1965);
- «Патруль Жовтня» (1964—1965);
- «Каховка» (1966—1967, дерево);
- «Олександр Ульянов» (1969, склоцемент).

монументальна скульптура

Пам'ятник Нескореним полтавчанам у Полтаві.

- погруддя Миколи Островського у сквері Перемоги у Харкові;
- пам'ятник нескореним полтавчанам у Полтаві (1967);
- меморіальна статуя «Печаль» у Познані (1970, вапняк).

Брав участь у республіканських виставках з 1960 року, всесоюзних — з 1957 року, міжнародних — з 1959 року.